# محوطه طاهر کوچه
محوطه طاهر کوچه مربوط به دوران‌های تاریخی پس از اسلام است و در شهرستان رودسر، بخش رحیم آباد، روستای درسنگ واقع شده و این اثر در تاریخ ۲۷ بهمن ۱۳۸۲ با شمارهٔ ثبت ۱۰۹۹۵ به‌عنوان یکی از آثار ملی ایران به ثبت رسیده‌است.